# Tephrina malesignaria
Tephrina malesignaria là một loài bướm đêm trong họ Geometridae.